# Soka Gakkai International
Soka Gakkai International (SGI) arbejder for fred, uddannelse og kultur baseret på Nichiren Daishonins buddhistiske filosofi.
SGI er i FN repræsenteret som Ngo'er, og der findes lokale foreninger i 190 lande (2007).
SGIs præsident Daisaku Ikeda modtog i 1983 FNs fredspris for sit arbejde sidst i 1970’erne for at mindske spændingerne mellem Sovjetunionen og Kina.
Soka Gakkai er japansk og betyder ’værdiskabende forening’.